# Le Dernier des Don Farel
Pour plus de détails, voir Fiche technique et Distribution.
Le Dernier des Don Farel (The Pride of Palomar) est un film muet américain, réalisé par Frank Borzage et sorti en 1922.

## Fiche technique
- Titre original : The Pride of Palomar
- Réalisation : Frank Borzage
- Scénario : Grant Carpenter et John Lynch, d'après  le roman éponyme de Peter Bernard Kyne
- Photographie : Chester A. Lyons
- Production : William Randolph Hearst
- Société de production : Cosmopolitan Corporation
- Société de distribution : Paramount Pictures
- Pays de production :  États-Unis
- Langue : anglais
- Format : Noir et blanc - 35 mm - 1,37:1 - Muet
- Genre : drame
- Durée : 80 minutes (8 bobines)
- Dates de sortie :
  - États-Unis : 26 novembre 1922
- Licence : Domaine public

## Distribution
- Forrest Stanley : Don Mike Farrell
- Marjorie Daw : Kay Parker
- Tote Du Crow : Pablo
- James O. Barrows : le Père Dominic
- Joseph J. Dowling : Don Miguel
- Alfred Allen : John Parker
- George Nichols : Conway
- Warner Oland : Okada
- Percy Williams : Maître d'hôtel
- Anna Dodge : Caroline
- Edward Brady : Lostolet
- Carmen Arselle : Mme Supaldio
- Eagle Eye : Nogi
- Most Mattoe : Alexandria